# Cantó de Souvigny
El cantó de Souvigny és un cantó francès del departament de l'Alier, situat al districte de Molins. Té 11 municipis i el cap és Souvigny.

## Municipis
- Agonges
- Autry-Issards
- Besson
- Bresnay
- Chemilly
- Gipcy
- Marigny
- Meillers
- Noyant-d'Allier
- Saint-Menoux
- Souvigny

## Història
| Data d'elecció                           | Identitat          | Partit                     | Qualitat |
| ---------------------------------------- | ------------------ | -------------------------- | -------- |
| 1945-1955                                | Antoine Arnefaux   | SFIO                       |          |
| 1955-1961                                | Henri Campagne     | radical                    |          |
| 1961-1964                                | Jean Girodon       | SFIO                       |          |
| 1964-1967                                | Dr. Magnier        | Divers droite              |          |
| 1967-1992                                | Henri Coque        | Divers droite, després UDF |          |
| 1992-1998                                | Georges Fleury     | UDF                        |          |
| 1998-                                    | Jean-Paul Dufrègne | PCF                        |          |
| les dades anteriors no són pas conegudes |                    |                            |          |
|                                          |                    |                            |          |

## Demografia
| 1962  | 1968  | 1975  | 1982  | 1990  | 1999  | 2007  |
| ----- | ----- | ----- | ----- | ----- | ----- | ----- |
| 7.634 | 8.237 | 7.237 | 6.933 | 7.014 | 6.694 | 6.691 |